# Departamento de Estradas e Rodagem do Estado do Rio de Janeiro
A Fundação Departamento de Estradas e Rodagem do Estado do Rio de Janeiro (DER-RJ), é uma Entidade pertencente ao governo do estado do Rio de Janeiro, e tem a função de administrar e ampliar o sistema rodoviário fluminense, além da integração com as rodovias municipais e federais e interação com outros meios de transporte, com o fim maior de atender o usuário e carga, além de fazer algumas obras públicas relativas à infraestrutura terrestre no estado do Rio.

## Histórico
O Departamento de Estradas de Rodagem do Rio de Janeiro (DER-RJ) foi criado pelo Decreto-Lei 693, de 11 de fevereiro de 1943, com autonomia administrativa e amplas atribuições, relativas a conservação e construção de rodovias. O novo órgão ficava responsável também pelas estatísticas, polícia rodoviária, estudos, análise dos solos, aperfeiçoamento técnico profissional, organização de congressos de estradas de rodagem e propaganda das rodovias. Os esforços para coordenação e sistematização das atividades rodoviárias no estado fluminense]], entretanto, iniciaram-se muito antes.
As primeiras providências do Governo Fluminense para o setor datam de 1929. Nesse período, começavam a surgir obras de grande vulto no país, principalmente no Estado de São Paulo, que já contava com uma extensa rede de estradas. O próprio Governo Federal iniciava a construção da rodovia Rio-Petrópolis, que traria benefícios incalculáveis à economia do estado fluminense.
O Regulamento para Estradas de Rodagem foi aprovado naquele ano, estabelecendo normas para construção e conservação das estradas, lançando as primeiras bases para uma política rodoviária e de cooperação com os municípios. Ficava criada também a Comissão Técnica de Viação, que funcionaria como órgão consultivo dos municípios. O serviço de conservação e policiamento das estradas foi reestruturado, ficando subordinado à Inspetoria de Estradas de Rodagem, criada em 1933. A rede de conservação na época era de 2466 quilômetros e o serviço dividia-se em três distritos, com sedes em Nova Friburgo, Barra Mansa e São Fidélis.
No final de 1933, foi criado o Departamento de Engenharia, que tinha como competência executar um Plano de Viação e conservação das estradas, incluindo um plano de substituição de pontes e revestimento de estradas, o que resultou na construção e melhoramentos de várias estradas.
Ao assumir o governo no final de 1937, Amaral Peixoto destinou recursos especiais, remodelou e reorganizou o setor, criando, no ano seguinte, a Taxa de Utilização das Estradas de Rodagem, que seria destinada à construção, reconstrução e conservação de rodovias. Foi quando o Departamento de Engenharia passou a ter autonomia administrativa e amplas atribuições para desempenhar tarefas não só relativas a estudos, conservação e construção, mas também em relação a estatísticas, polícia rodoviária, estudo e análise dos solos, colaboração com serviços florestais, organizações de congressos, aperfeiçoamento técnico profissional, propaganda das rodovias e cadastro das propriedades marginais, entre outros. O decreto estabelecia, também, a coordenação dos serviços rodoviários do estado com os dos municípios e autorizava o Departamento a firmar convênios com as administrações municipais. Tais parcerias transferiam para os municípios a responsabilidade dos serviços rodoviários a cargo da Diretoria, desde que acordada a forma de indenização das despesas referentes aos serviços.
Em janeiro de 1939, foi criada a Comissão de Estradas de Rodagem, sendo o engenheiro Francisco Saturnino Braga seu primeiro diretor. Neste mesmo ano, iniciou-se a elaboração de outro Plano Rodoviário Estadual, possível graças ao trabalho do engenheiro Manoel Pacheco Carvalho, que percorreu todo o território fluminense estabelecendo diretrizes gerais e orientação para estudos posteriores. O Plano Rodoviário Estadual seria aprovado em agosto de 1946.
Em dezembro de 1945, um decreto-lei ampliou o Fundo Rodoviário, tornando-o âmbito nacional, e o Departamento Nacional de Estradas de Rodagem (DNER) foi reorganizado, passando a ter atribuições de distribuição dos recursos arrecadados e do controle de sua aplicação, até então a cargo do Conselho Nacional do Petróleo.
Para ajustar o DER-RJ às condições estabelecidas pela lei que criou o Fundo Rodoviário Nacional e credenciar o Órgão Rodoviário Estadual ao recebimento das cotas do Fundo, foi aprovada, em 1946, nova organização para o Departamento de Estradas de Rodagem, que veio ainda a sofrer reestruturações em outubro de 1969 e, depois, em junho de 1973. A Divisão de Tráfego e Assistência aos Municípios (DTAM) foi criada e incorporada ao Departamento de Estradas de Rodagem em fevereiro de 1949. Foi extinta, assim, a Divisão de Viação e Transportes Coletivos (DVTC), que pertencia ao Departamento de Serviços Públicos. Neste período, a rede rodoviária no país passou de 2.703 quilômetros, em 1974, para 3.086 quilômetros, em 1950.
Com a mudança da capital do país para Brasília e a criação do Estado da Guanabara em 1961, passou a cuidar do estado-cidade, o Departamento de Estradas de Rodagem do Estado da Guanabara (DER-GB), que, ao atuar em área predominantemente urbana, foi forçado a adotar outras soluções para o tráfego rodoviário. O conjunto de obras passou a ser direcionado para desapropriações, drenagens, iluminação, elevados e viadutos. Além disso, o DER-GB tornou-se órgão integrante da estrutura administrativa do Estado da Guanabara e subordinado à Secretaria de Obras Públicas. Situação que se estendeu até 1975, data da fusão com o antigo Estado do Rio de Janeiro, quando o DER-GB foi substituído pelo DER-RJ.
Finalmente, em agosto de 1990, o então governador do Rio de Janeiro, Moreira Franco, transformou o DER-RJ em Fundação. Com isso, o órgão passou a ter receita própria e possibilidade de modernizar sua estrutura, que atualmente conta com 4.700 funcionários.